# Штайнах-ам-Бреннер
Штайнах-ам-Бреннер (нім. Steinach am Brenner) — ярмаркове містечко і громада округу Інсбрук-Ланд у землі Тіроль, Австрія.
Штайнах-ам-Бреннер лежить на висоті 1048 м над рівнем моря і займає площу 28 км². Громада налічує 3361 мешканців.
Густота населення 120/км².
Штайнах лежить на відстані приблизно 20 км на південь від Інсбрука в долині Віппталь. Крім основного селища до громади входять також розкидані в долині хутори. В останні роки Штайнбах є місцем швидкої розбудови.
|                                             |
| Штайнах-ам-Бреннер на мапі округу та землі. |

 Адреса управління громади: Rathausplatz 1, 6150 Steinach am Brenner.

## Демографія
Історична динаміка населення міста за даними сайту Statistik Austria

## Відомі персони
- у 1849 народився Георг Люгер, австрійський інженер та конструктор стрілецької зброї, розробник пістолету Parabellum

## Виноски
1. ↑  Dauersiedlungsraum der Gemeinden Politischen Bezirke und Bundesländer - Gebietsstand 1.1.2018 — Статистичне управління Австрії.
2. ↑  Einwohnerzahl 1.1.2018 nach Gemeinden mit Status, Gebietsstand 1.1.2018 — Статистичне управління Австрії.
3. ↑   www.steinach.tirol.gv.at
4. ↑  Gemeindedaten von Steinach am Brenner

| Австрія | Це незавершена стаття з географії Австрії. Ви можете допомогти проєкту, виправивши або дописавши її. |